# Стэнгленд, Роберт
Роберт Седжвик Стэнгленд (англ. Robert Sedgewick Stangland; 5 октября 1881, Нью-Йорк, Нью-Йорк — 15 декабря 1953, Наяк, Нью-Йорк) — американский легкоатлет, дважды бронзовый призёр летних Олимпийских игр 1904 года.
На Играх 1904 года в Сент-Луисе Стэнгленд участвовал в прыжке в длину и тройном прыжке. В обеих дисциплинах он занимал третьи места с результатами 6,88 м и 13,36 м соответственно, выиграв в итоге две бронзовые медали.